# Goroons
Goroons é um jogo de quebra-cabeça e plataforma cooperativo desenvolvido e publicado pela desenvolvedora brasileira Epopeia Games. O jogo foi lançado inicialmente para Microsoft Windows, macOS e Linux em 17 de maio de 2018 a versão do Android foi lançada em 10 de outubro de 2018, posteriormente para Xbox One e Xbox Series X/S em 8 de junho de 2021, e para Nintendo Switch em 6 de abril de 2023.

## Jogabilidade
Em Goroons, os jogadores controlam quatro criaturas chamadas Goroons, cada uma com habilidades de metamorfose únicas que devem ser combinadas para superar desafios de quebra-cabeça. O jogo oferece 65 níveis, podendo ser jogado individualmente ou em modo cooperativo local para até quatro jogadores.
O jogo é jogado em perspectiva isométrica, ou seja, em uma visão de cima para baixo ou ligeiramente inclinada, onde o jogador observa os personagens e o ambiente a partir de um ângulo diagonal. Isso significa que não é nem em primeira pessoa (onde o jogador vê através dos olhos do personagem) nem em terceira pessoa (onde o jogador vê o personagem de fora).

## Enredo
Em Goroons, os jogadores acompanham a jornada de quatro criaturas adoráveis que vivem em um planeta ameaçado após sua princesa guardiã ser atingida por uma misteriosa flecha dourada. Esse ataque coloca todo o mundo em perigo, e cabe aos Goroons unirem forças para enfrentar uma ameaça gigante de dentro, recuperando o poder necessário para salvar a princesa e proteger todos.
Cada Goroon possui habilidades de metamorfose únicas, permitindo que se transformem em diferentes formas, cada uma adequada para tarefas específicas. Combinando esses poderes e trabalhando em equipe, os jogadores podem superar os desafios que surgem em sua missão.
A narrativa enfatiza a importância da cooperação e da estratégia, pois os jogadores devem garantir que todos os Goroons cheguem juntos ao final de cada nível. A regra é clara: nenhum Goroon é deixado para trás..

## Desenvolvimento e Lançamento
Desenvolvido pela Epopeia Games, um estúdio brasileiro fundado em 2011 em Porto Alegre, Rio Grande do Sul.Goroons foi inicialmente lançado para Windows em 17 de maio de 2018. Em 8 de junho de 2021, o jogo foi disponibilizado para Xbox One e Xbox Series X/S. Posteriormente, foi lançado para Nintendo Switch em 6 de abril de 2023.

## Recepção
O jogo foi bem recebido por sua ênfase na cooperação e resolução de quebra-cabeças desafiadores. A versão para Nintendo Switch foi destacada por sua acessibilidade para jogadores de todas as idades.